# Парріш (Вісконсин)
Парріш (англ. Parrish) — місто (англ. town) в США, в окрузі Ланґлейд штату Вісконсин. Населення — 91 особа (2010).

## Демографія
Згідно з переписом 2010 року, у місті мешкала 91 особа в 36 домогосподарствах у складі 27 родин. Було 101 помешкання
Расовий склад населення:
| - 96,7 % — білих - 1,1 % — корінних американців |

До двох чи більше рас належало 2,2 %. Частка іспаномовних становила 0,0 % від усіх жителів.
За віковим діапазоном населення розподілялося таким чином: 12,1 % — особи молодші 18 років, 68,1 % — особи у віці 18—64 років, 19,8 % — особи у віці 65 років та старші. Медіана віку мешканця становила 46,5 року. На 100 осіб жіночої статі у місті припадало 127,5 чоловіків;  на 100 жінок у віці від 18 років та старших — 122,2 чоловіків також старших 18 років.
Середній дохід на одне домашнє господарство  становив 84 187 доларів США (медіана — 71 875), а середній дохід на одну сім'ю — 92 809 доларів (медіана — 71 875). Медіана доходів становила 51 250 доларів для чоловіків та 42 188 доларів для жінок. За межею бідності перебувало 8,4 % осіб, у тому числі 0,0 % дітей у віці до 18 років та 20,8 % осіб у віці 65 років та старших.
Цивільне працевлаштоване населення становило 69 осіб. Основні галузі зайнятості: будівництво — 24,6 %, мистецтво, розваги та відпочинок — 15,9 %, фінанси, страхування та нерухомість — 14,5 %.